# Dorrel Rock
Dorrel Rock är en kulle i Antarktis. Den ligger i Västantarktis. Inget land gör anspråk på området. Toppen på Dorrel Rock är 609 meter över havet, eller 31 meter över den omgivande terrängen. Bredden vid basen är 1,1 km.
Terrängen runt Dorrel Rock är platt åt sydväst, men åt nordost är den kuperad. Trakten är obefolkad. Det finns inga samhällen i närheten.